# Armand Vetulani
Armand Vetulani (ur. 16 grudnia 1909 w Warszawie, zm. 3 kwietnia 1994 tamże) – polski krytyk, kurator i historyk sztuki, urzędnik państwowy, pedagog i nauczyciel akademicki, żołnierz Armii Krajowej, dyrektor Państwowych Zakładów Jedwabiu Naturalnego w Milanówku (1945–1949), organizator i pierwszy dyrektor Centralnego Biura Wystaw Artystycznych (1949–1954), sekretarz Zarządu Głównego Związku Polskich Artystów Plastyków.

## Życiorys

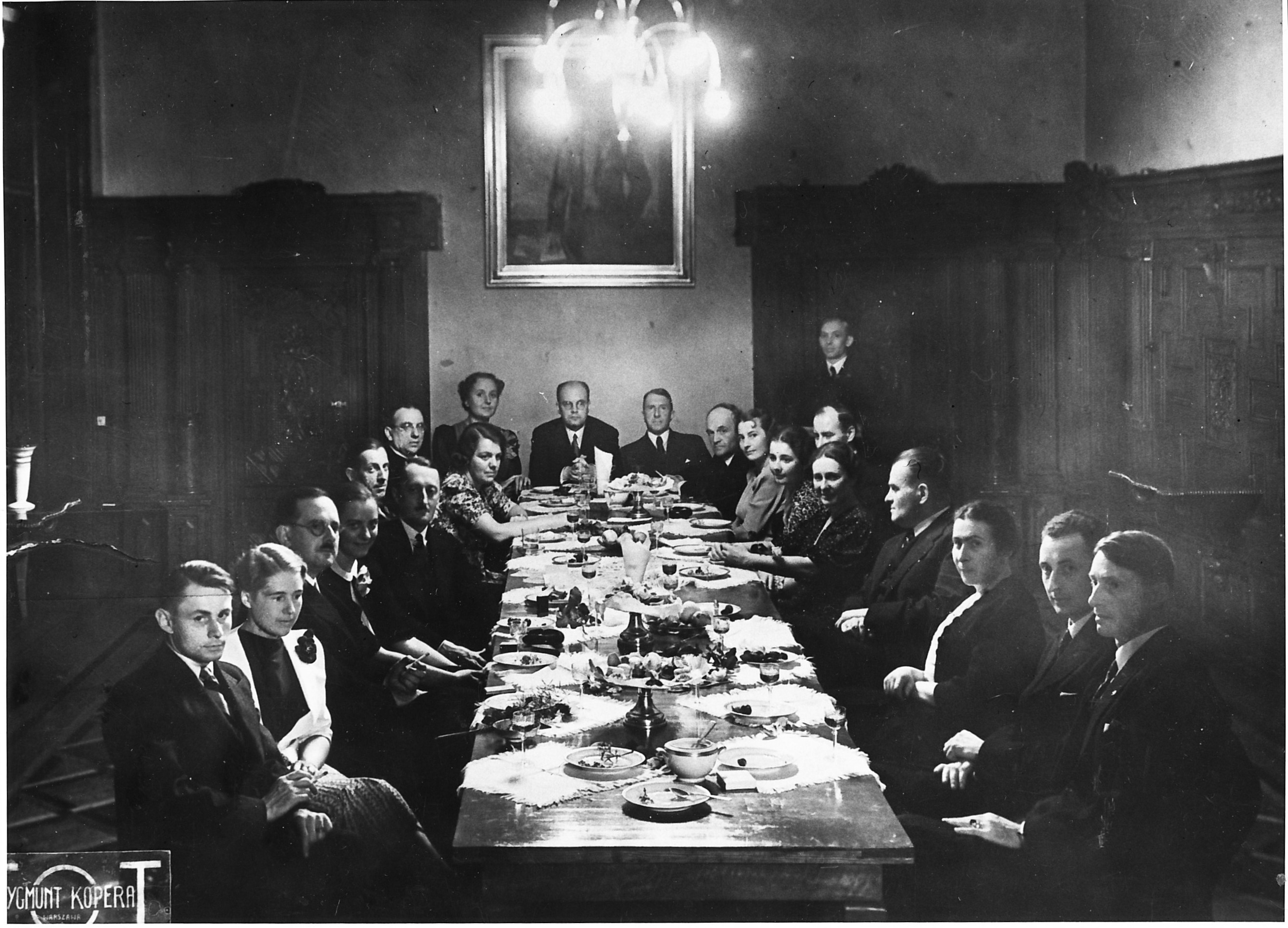
Zebranie Wydziału Sztuki Ministerstwa W.R.i O.P., Warszawa, 1938; Armand Vetulani – pierwszy z lewej

### Młode lata
Rodzina Vetulanich, wywodząca się z Toskanii, sprowadziła się do Polski w XVIII wieku.
Armand Vetulani był synem Eugeniusza Stanisława Vetulaniego (1883–1941) i Stefanii z domu Gawęda (zm. 1926). Miał młodszych braci Zbigniewa (1911–1941) i Eugeniusza Jana „Gajgę” (1919–1999).
Ukończył gimnazjum w Milanówku. Następnie studiował w Szkole Sztuk Pięknych im. Gersona w Warszawie. W 1930 roku rozpoczął służbę wojskową w 1 Pułku Łączności w Zegrzu. W latach 1934–1939 studiował historię sztuki na Wydziale Filozoficznym Uniwersytetu Warszawskiego, gdzie był uczniem m.in. Władysława Tatarkiewicza. Na początku studiów utrzymywał się z udzielania korepetycji.
W latach 1936–1939 był pracownikiem Wydziału Sztuki Ministerstwa Wyznań Religijnych i Oświecenia Publicznego, gdzie współpracował m.in. z Jerzym Szablowskim i Maciejem Masłowskim. Zadebiutował jako krytyk sztuki artykułem w 1939 roku.
Jego studia przerwał wybuch II wojny światowej. W związku z tym tytuł magistra uzyskał dopiero w 1945 roku.

### Okupacja niemiecka: Działalność w ruchu oporu i tajnym nauczaniu
W okresie okupacji niemieckiej Armand Vetulani przebywał w Milanówku. Od końca 1939 roku wykładał w ramach tajnych kompletów. Z tego okresu jako „wspaniałego nauczyciela” wspominała go Joanna Kulmowa.

Z przyjemnością wspominam mojego niezwykłego korepetytora, chociaż czasy to były groźne. W podwarszawskim Milanówku ukrywało się sporo „nieprawych” mieszkańców, pełnych wiary, że kiedyś skończy się koszmar okupacji. Pomimo biedy, rodzice moi zdecydowali się posłać mnie na tajne komplety u bardzo nieoficjalnych nauczycieli. Pierwszym „omnibusem” była kochana pani Halinka, która cwałem przebiegła ze mną kurs pierwszej gimnazjalnej, przekazując mnie później jeszcze bardziej niezwykłemu panu Armandowi, który prowadził lekcje „ze wszystkiego” na poziomie klasy drugiej. Było  nas czworo czy pięcioro, w tym chyba trzech dość ospałych czternastolatków i dwie „podfruwajki”. Lekcje odbywały się w niewielkiej jadalence drewnianego domku, ukrytego w rzadkim lasku. A nasz preceptor – o, nasz, preceptor! – był tak niezwykły i pełen wdzięku, że nie przeszkadzało nam jego ułomność. Był niewysoki, kulawy, kuśtykał wyraźnie, ale bohatersko wytrzymywał moje dziwne wypracowania, które zachowałam do dzisiaj: jedno z nich napisałam heksametrem, drugiemu nadałam formę ballady, inne wreszcie rozbudowałam jako minidramat na temat sądu nad Balladyną. Nagle skończyła się moja nauka, bo gwałtownie musiałam zniknąć z Milanówka. Dopiero po cudem przeżytej wojnie spotkałam nagle mojego niezwykłego profesora w Zakopanem, na Parcelach. Chyba nie był sam. Zdążyłam tylko wyjaśnić mu nagłą moją dematerializację w Milanówku... A po paru latach odwiedziłam go w pałacyku na ulicy Długiej, to chyba Państwowy Instytut Sztuki, żeby powiedzieć mu jak ważną był kiedyś osobą dla trzynastoletniej dziewczynki, która tak bardzo odstawała od  milanówkowskiego środowiska. W sześćdziesiątym siódmym roku uczyniłam pana Armanda bohaterem mojej powieści Trzy, pisząc o nim z miłością.

– Wspomnienie Joanny Kulmowej o Armandzie Vetulanim.

Zaangażował się w działalność polskiego ruchu oporu. Wczesną wiosną 1940 roku został zwerbowany do Związku Walki Zbrojnej pod pseudonimem „Grabiec”. Podlegał podporucznikowi Zdzisławowi Wołosiewiczowi ps. „Poraj”. Organizował grupy młodzieżowe składające się głównie z jego uczniów, dla których szkolenia organizowali ppor. Wołosiewicz wraz z Józefem Pawłowskim ps. „Sawa”.
W czerwcu 1940 roku Gestapo aresztowała Eugeniusza Vetulaniego (ojca) wraz z synami Zbigniewem i „Gajgą” (braćmi Armanda Vetulaniego). Wszyscy trzej zostali uwięzieni w Auschwitz. Eugeniusz oraz Zbigniew Vetulani zginęli w obozie, jako jedyny z całej trójki ocalał „Gajga”. Armand Vetulani w czasie nalotu był poza domem, dzięki czemu uniknął aresztowania.
Po nalocie Gestapo był zmuszony do pozostania w ukryciu, przez co stracił kontakt ze swoimi przełożonymi z ZWZ. Jesienią 1940 roku nawiązał kontakt z podchorążym Janem Kawińskim ps. „Kotwicz” i wznowił pracę z drużynami w podziemiu. Od 1943 roku, po przekształceniu ZWZ należał do Armii Krajowej w obwodzie grodzisko-mazowieckim, w placówce osiedla Milanówek pod dowództwem podporucznika Ryszarda Csáky. Brał udział w produkcji środków bojowych, zabezpieczaniu lądowisk i miejsc zrzutów broni. Walczył w starciach z żandarmerią niemiecką w okolicach Nadarzyna, Siestrzeni, Osowca oraz w lasach młochowskich.
W latach 1943–1945 Vetulani pracował jako kierownik administracji w działającej pod nadzorem powiernika niemieckiego Centralnej Doświadczalnej Stacji Jedwabniczej w Milanówku. W 1943 został prezesem działającego w konspiracyjnych warunkach klubu piłkarskiego mężczyzn „Jedwabnik” Milanówek (wcześniej: K.S. „Milanówek”), po tym jak w sierpniu tegoż roku Stacja Jedwabnicza została sponsorem klubu. Po wybuchu powstania warszawskiego organizował pomoc dla uchodźców ze stolicy.

### W PRL: Dyrektor Zachęty i wykładowca
Po zakończeniu niemieckiej okupacji, w latach 1945–1949 pełnił obowiązki dyrektora administracyjno-handlowego fabryki, przemianowanej na Państwowe Zakłady Jedwabiu Naturalnego w Milanówku. Wraz z robotnikami zorganizował Koło Dramatyczne przy Państwowych Centralnych Zakładach Jedwabiu Naturalnego. Armand Vetulani reżyserował przedstawienia i występował w nich jako aktor. W 1947 roku jako członek obsady oraz autor dekoracji współtworzył wraz z zespołem sztukę Ach, to Zakopane!. Wspólnie z zespołem wziął udział w wojewódzkim konkursie zespołów teatralnych i recytacyjnych świetlic związków zawodowych w Warszawie w kwietniu 1948 roku, gdzie grupa wystawiła sztukę Pan inspektor przyszedł J.B. Priestleya, zdobywając pierwsze miejsce na piętnaście zespołów. Pozytywną recenzję spektaklu opublikował Głos Ludu.
W 1949 roku Armand Vetulani był pomysłodawcą i organizatorem Centralnego Biura Wystaw Artystycznych (CBWA) w gmachu Zachęty w Warszawie. Z dniem 1 kwietnia 1949 został mianowany Delegatem Ministra Kultury i Sztuki ds. Upowszechniania Plastyki na terenie całego kraju. Był pierwszym dyrektorem CBWA w latach 1949–1954, w okresie socrealizmu.
Vetulani wspominał, że „sprawa powołania do życia instytucji wystawienniczej służącej upowszechnianiu plastyki była (...) jednym z głównych punktów zarysowanego przez środowisko plastyczne, nieomal zaraz po wyzwoleniu kraju, programu odbudowy i organizacji życia artystycznego”. CBWA pozostawało w dużej mierze zależne od Ministerstwa Kultury i Sztuki. Vetulani pisał: „Instytucja sterowana w zamysłach i początkowych wysiłkach w kierunku organizacji o charakterze instytutu czy galerii plastyki współczesnej, działać ostatecznie miała na zasadzie centralnego biura resortowego – co oczywiście ograniczało możliwości wypracowywania i realizowania własnej linii programowej”.
Według Bożeny Kowalskiej, współpracowniczki Armanda Vetulaniego w CBWA, choć dyrektor miał w tym okresie trudną sytuację, nie był całkiem pozbawiony marginesu wolności: „Vetulani nie był człowiekiem skłonnym do podporządkowania się komukolwiek. (...) Na pewno miał prawo do decydowania. Był inicjatorem powstania tej instytucji. Miał bardzo dobre oko do sztuki i nie chciał u siebie eksponować byle czego”. W jej ocenie, mimo presji reżimu stalinowskiego, w Zachęcie odbyło się w tym okresie „wiele bardzo interesujących” wystaw. Według Kowalskiej, Armand Vetulani znał i przyjaźnił się z szeregiem twórców działających jeszcze w dwudziestoleciu międzywojennym. W jej wspomnieniu, Vetulani „był bardzo niski, z wadą w nodze, kulejący, miał potężne ręce, był silny, przed wojną był czempionem w pływaniu, niesłychanie inteligentny i uroczy”.

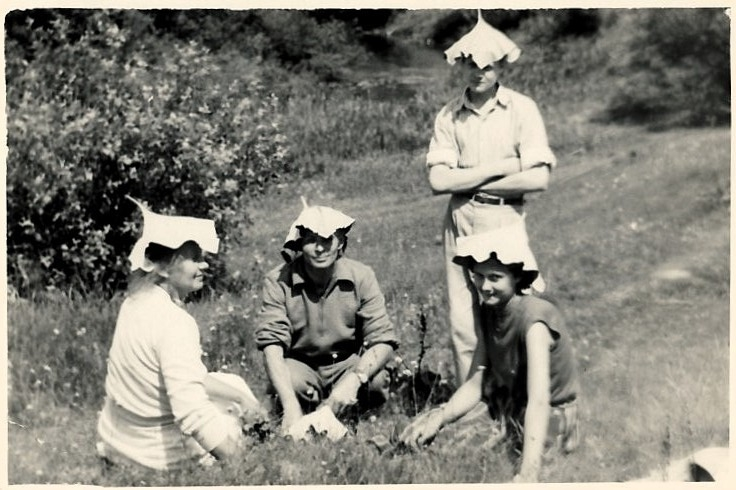
Armand Vetulani (drugi z lewej) - wesołe wakacje wspólne z rodziną Macieja Masłowskiego, Mierzwice nad Bugiem, 1956, fot.Maciej Masłowski

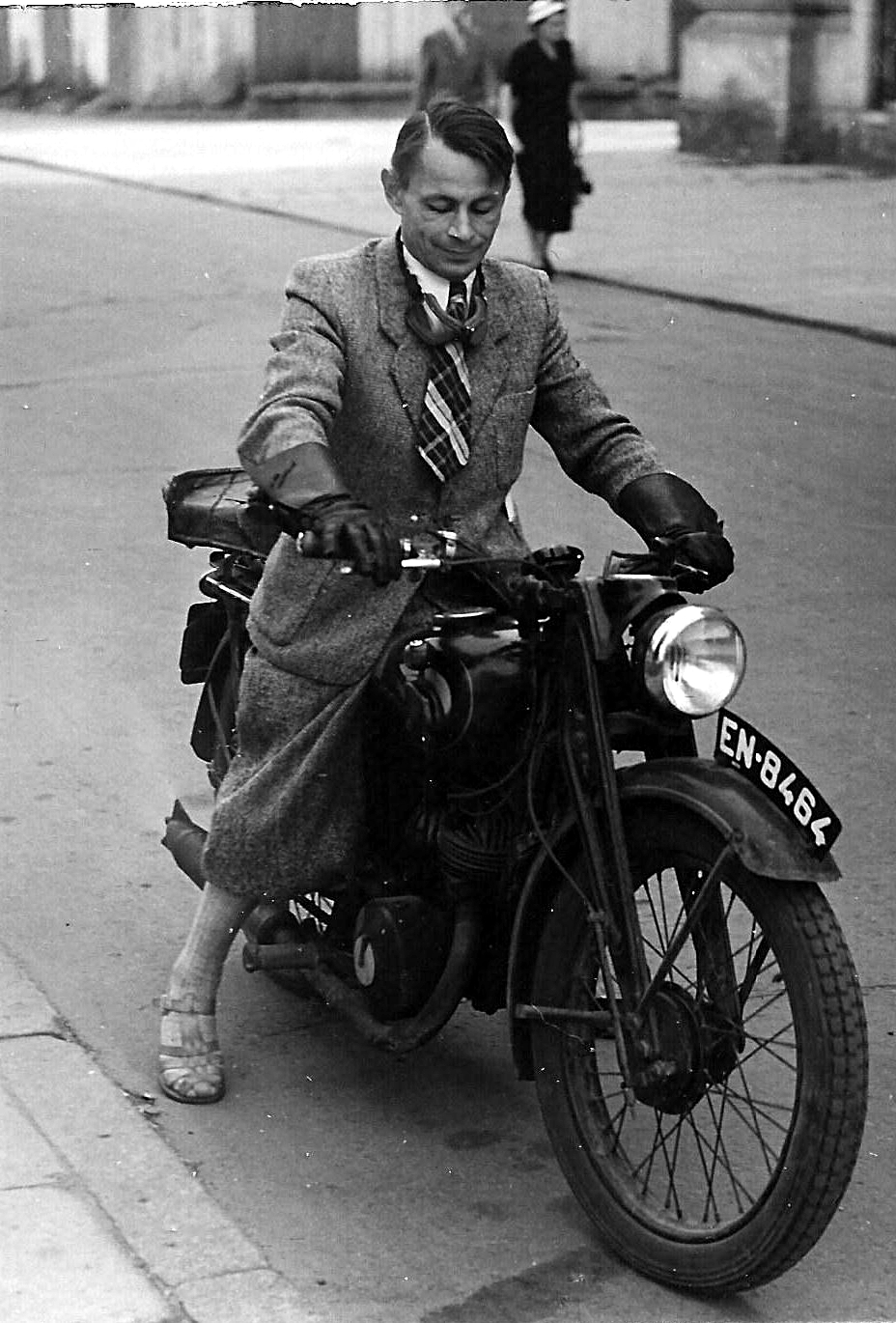
Armand Vetulani na motocyklu DKW-200, zdjęcie z około 1950

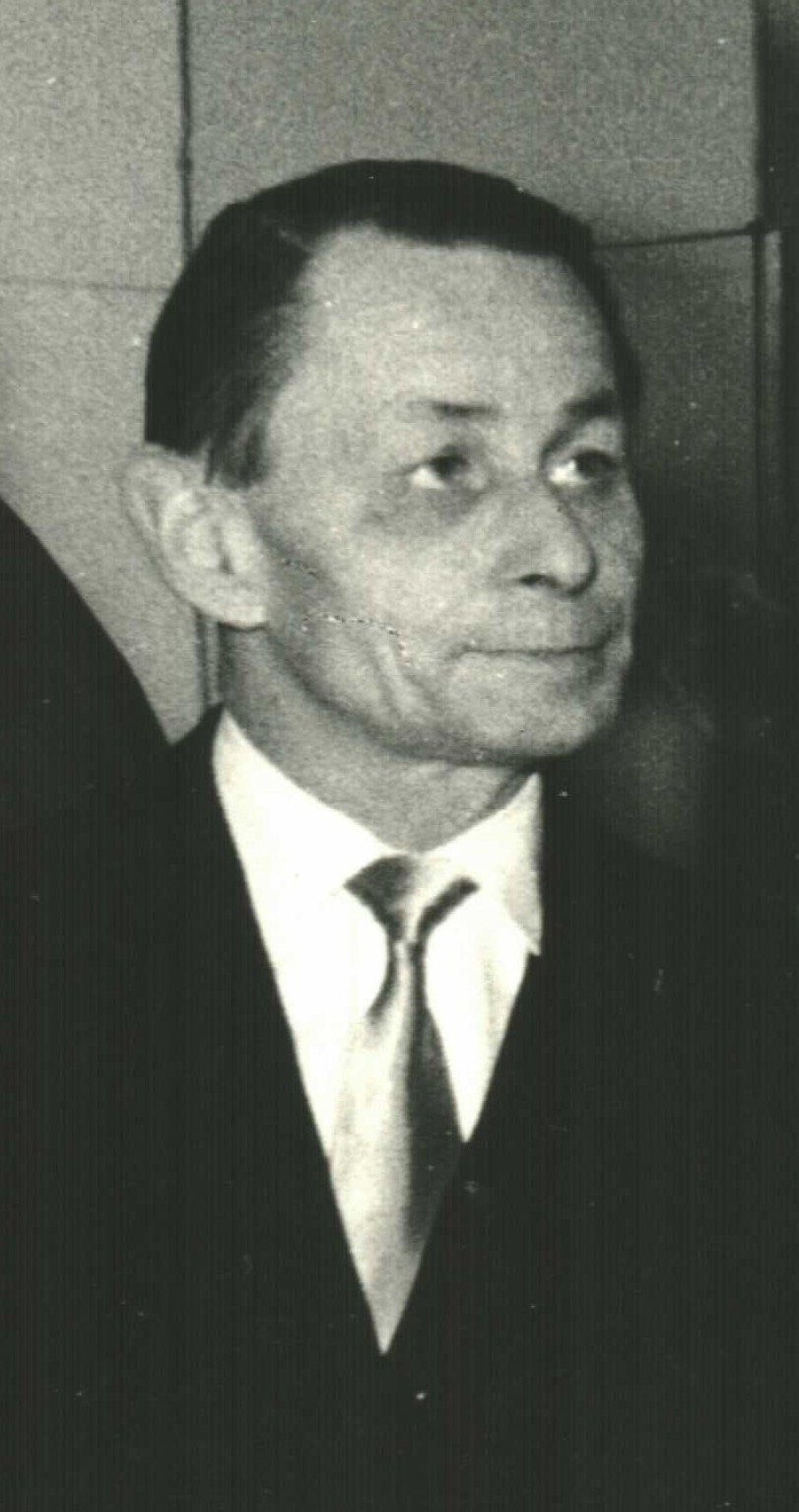
Armand Vetulani w latach 60. XX wieku

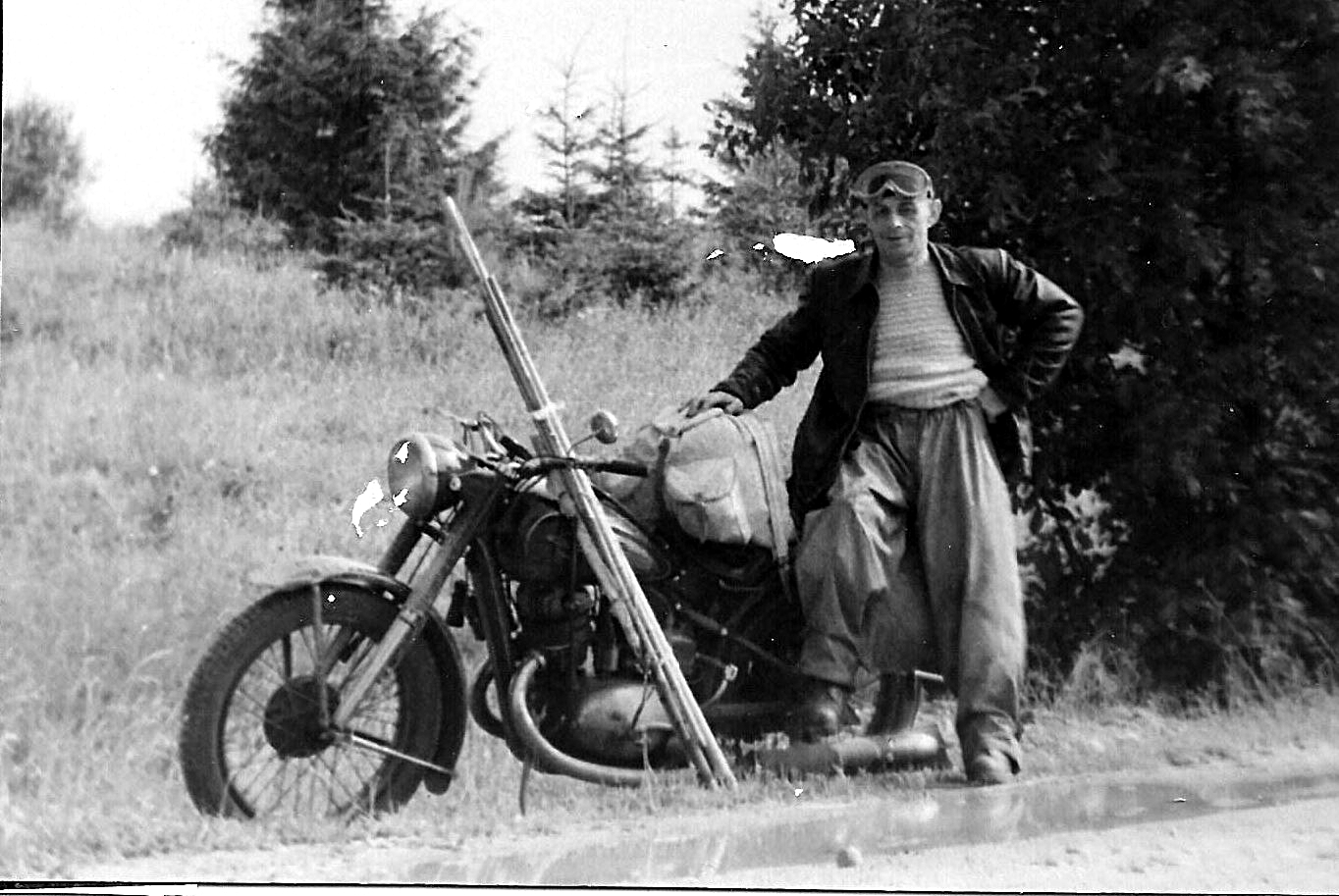
Armand Vetulani ze swym motocyklem (IŻ-350), zdjęcie z około 1960

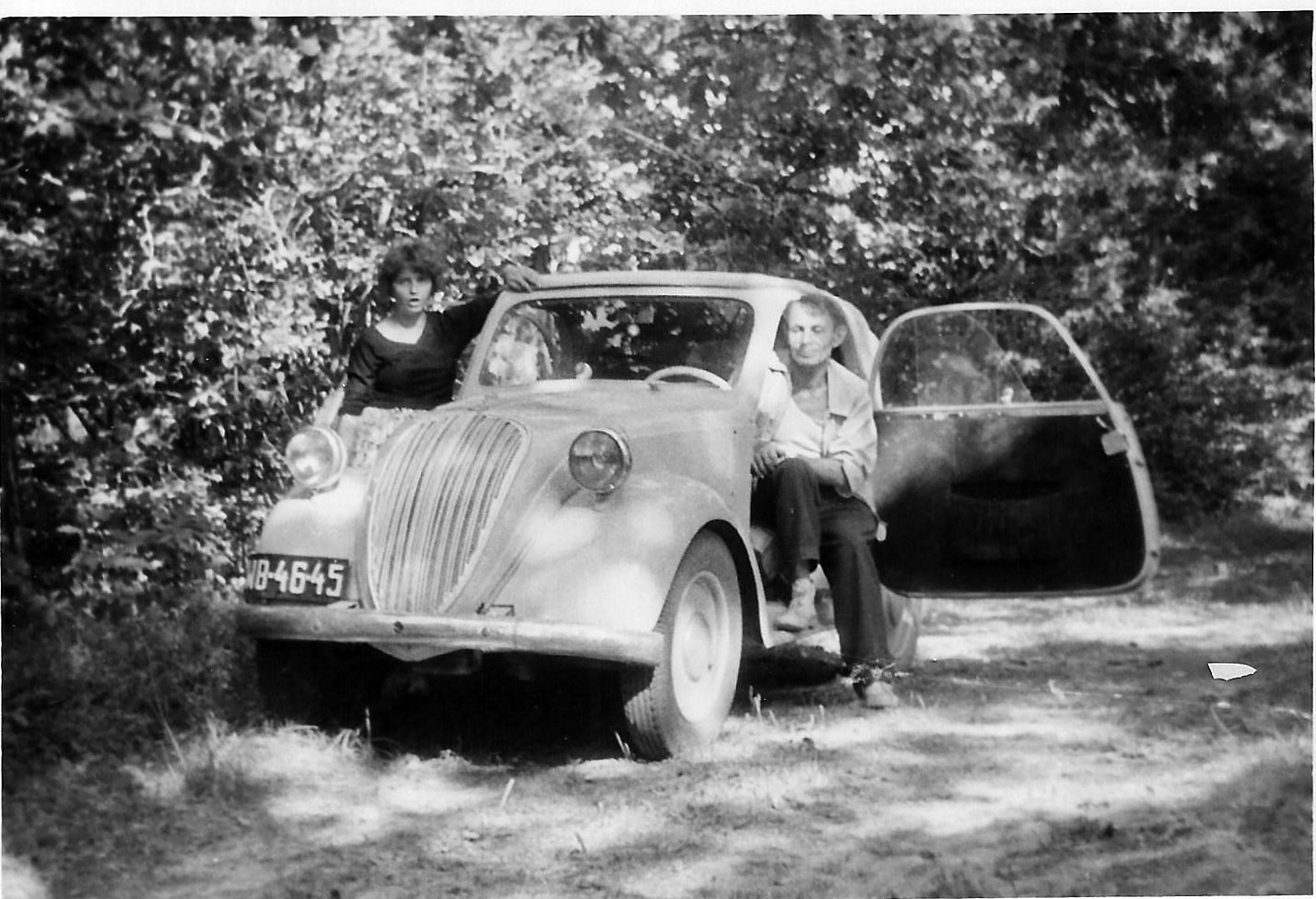
Armand Vetulani w swym samochodzie - zapewne Fiat Topolino (1936), zdjęcie z lat 1960–1965

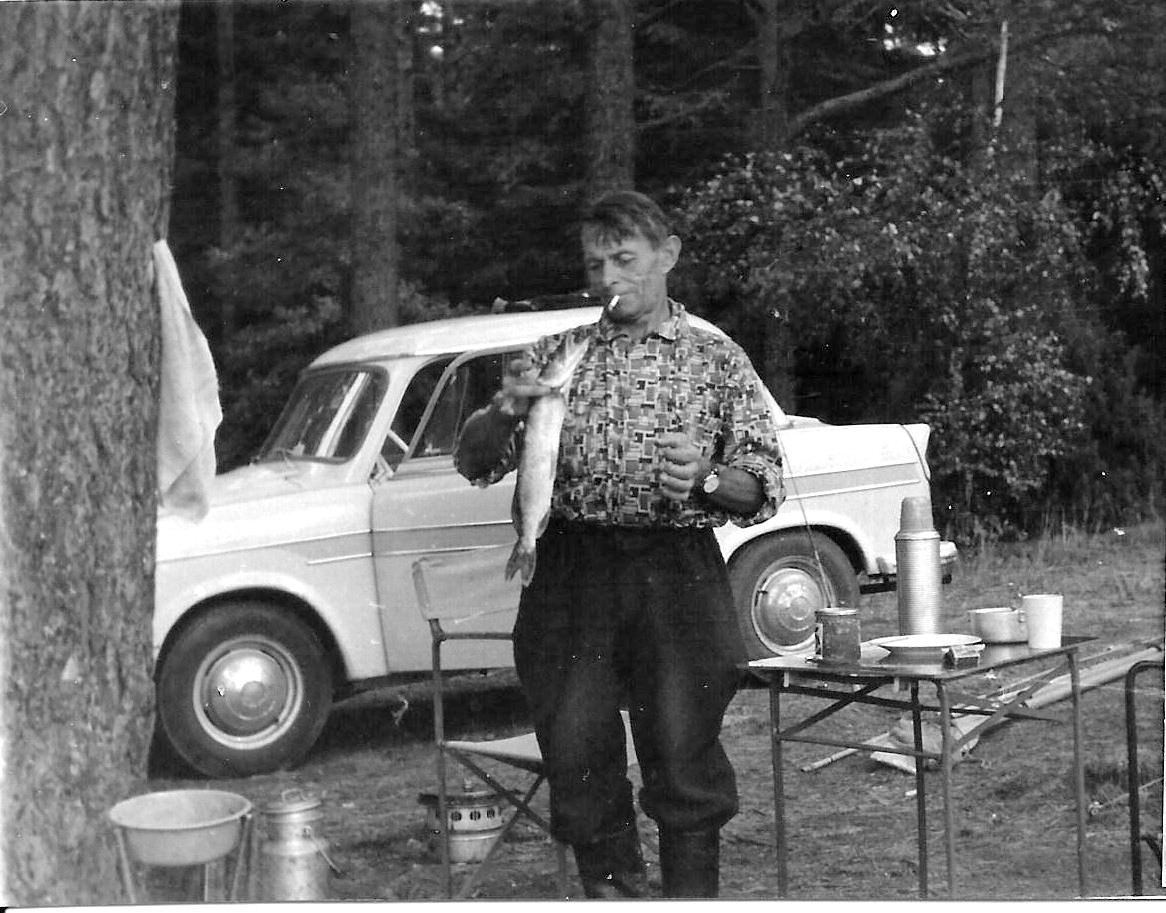
Armand Vetulani na Mazurach (zapewne Zamordeje) ze swym Trabantem 600, zdjęcie z lat 1965+

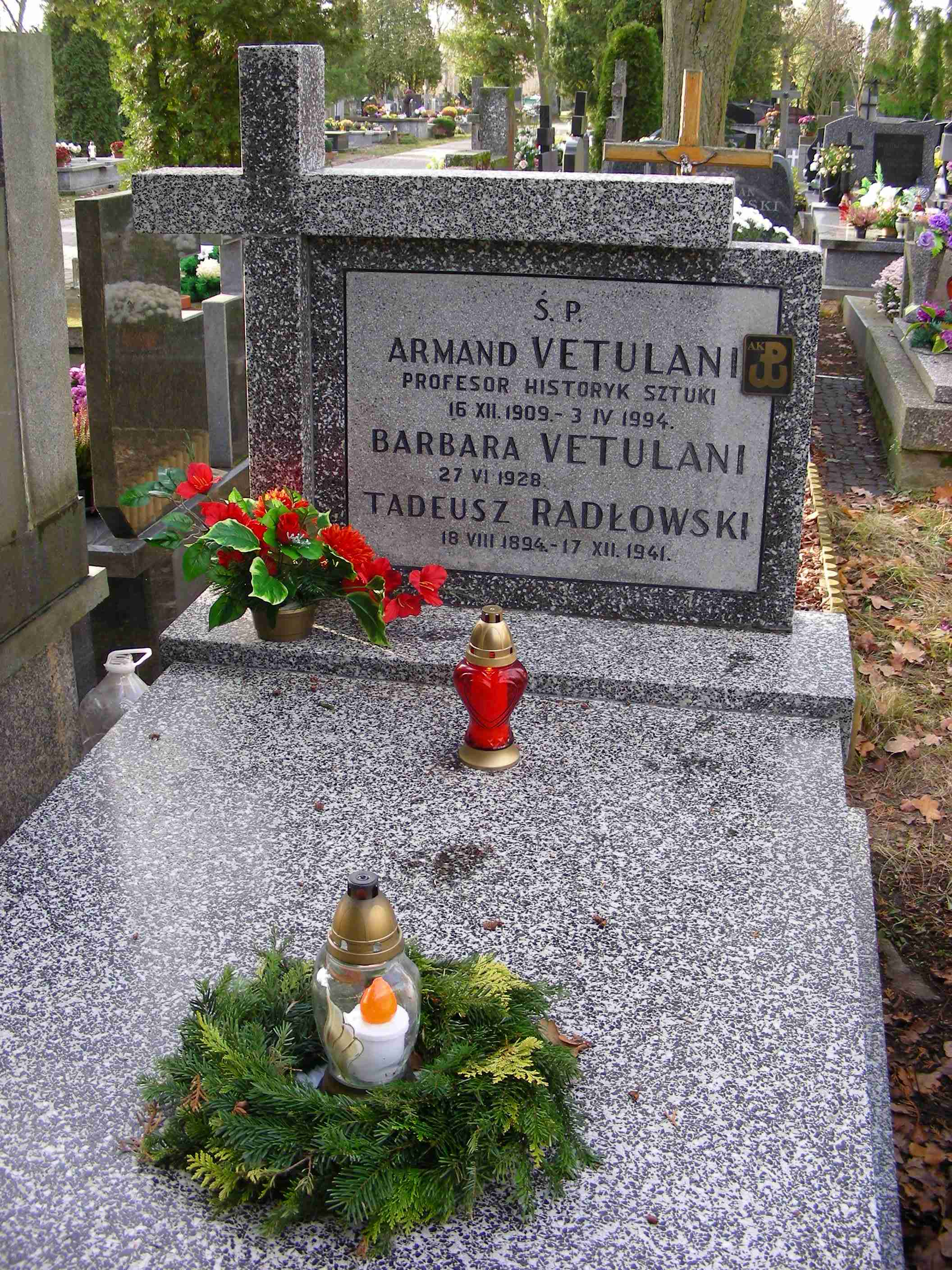
Grób Armanda Vetulaniego na cmentarzu w Milanówku, listopad 2017 roku

Pierwszą wystawą w Zachęcie za kierownictwa Armanda Vetulaniego był pokaz polskiej sztuki ludowej zorganizowany w 1949 roku w Alejach Ujazdowskich. Na przestrzeni kolejnych lat zaprezentowane zostały II, III i IV Ogólnopolska Wystawa Plastyki (1951–1954), w których uczestniczyli artyści różnych pokoleń i nurtów, m.in. Andrzej Wróblewski, Wojciech Fangor, Alina Szapocznikow, Eugeniusz Eibisch, Włodzimierz Zakrzewski tworzący wówczas w nurcie realizmu socjalistycznego. Armand Vetulani był członkiem komisji kwalifikacyjnej III Ogólnopolskiej Wystawy Plastyki oraz kuratorem IV Ogólnopolskiej Wystawy Plastyki.
W okresie tym Centralne Biuro Wystaw Artystycznych zorganizowało ponadto szereg wystaw, w tym: II Ogólnopolską Wystawę Portretów Przodowników Pracy i Racjonalizatorów (1950), I Ogólnopolski pokaz projektów architektury SARP (1951), Ogólnopolską Wystawę Książki i Ilustracji (1951), wystawę prac Hanny Żuławskiej-Jasińskiej oraz studentów z jej pracowni (1951), wystawę architektury wnętrz i sztuki dekoracyjnej (1952), I Ogólnopolską Wystawę Plakatu (1953), pierwszą powszechną wystawę architektury Polski Ludowej (1953), wystawę fotografii propagandowych Nowa Albania na drodze do socjalizmu (1953), wystawę batalistyki 10 lat Ludowego Wojska Polskiego w Plastyce (1953), wystawę sztuki rumuńskiej (1952), wystawę plastyki radzieckiej (1951, 1954) i francuskiej (1952), wystawę bułgarskiej sztuki ludowej (1953), wystawę francuskiej tkaniny artystycznej (1953–1954), wystawy indywidualne: Käthe Kollwitz (1951), Stanisława Kamockiego (1951), Tadeusza Kulisiewicza (1952), Bronisława Kopczyńskiego (1952), Józefa Rosnera (1952), Ignacego Witza (1953), Zofii Stankiewicz (1954), Renato Guttuso (1954); wystawy fotografiki, w tym: II i III Ogólnopolską Wystawę Fotografiki Artystycznej, wystawę Przyroda w fotografice Włodzimierza Puchalskiego (1952) oraz wystawę fotografii Janiny Mierzeckiej, Henryka Lisowskiego i Tadeusza Wańskiego (1954). Na Wystawie prac postępowych artystów plastyków (1954) obok artystów takich jak Pablo Picasso czy Fernand Léger pokazano nieznanych szerszej publiczności młodych socrealistów.
Zainicjowano również doroczne wystawy warszawskiego okręgu Związku Polskich Artystów Plastyków. Armand Vetulani współuczestniczył w tworzeniu regionalnych ośrodków Biura Wystaw Artystycznych w różnych miastach Polski. Prywatnie przyjaźnił się ze sprawującym wówczas funkcję wicedyrektora CBWA Wojciechem Wilskim. W latach 1947–1951 prowadził wykłady z historii sztuki w Ognisku Kultury Plastycznej w Grodzisku Mazowieckim prowadzonym przez Edwarda Kokoszko. W latach 1945–1951 był członkiem Stronnictwa Demokratycznego. W 1952 roku został przeniesiony w stopniu szeregowego do rezerwy Ludowego Wojska Polskiego. Zamieszkiwał w tym czasie przy ulicy Kruczej 3. Według Bożeny Kowalskiej, Armand Vetulani został zmuszony do ustąpienia ze stanowiska dyrektora w 1954 w wyniku odmowy wstąpienia do Polskiej Zjednoczonej Partii Robotniczej.
Po odejściu z Zachęty, został skierowany na stanowisko samodzielnego pracownika nauki w Instytucie Sztuki PAN w Warszawie. W latach 1954–1955 kierował tam nowo powstałą Pracownią Dokumentacji Plastyki Współczesnej w ramach Zakładu Historii i Teorii Sztuk Plastycznych. Kontynuował pracę w IS PAN do 1959 roku. W tym samym okresie, w latach 1955–1960 wykładał historię sztuki w Szkole Głównej Służby Zagranicznej i Akademii Sztabu Generalnego. Od 1959 roku był zatrudniony w Związku Polskich Artystów Plastyków (ZPAP), w którym był kolejno sekretarzem organizacyjnym i sekretarzem naukowym Zarządu Głównego. Organizował z ramienia Ministerstwa Kultury i Sztuki oraz Związku Polskich Artystów Plastyków wystawy sztuki w kraju i za granicą, m.in. w Pekinie, Szanghaju i Moskwie.
Po odejściu ze stanowiska dyrektora współpracował z Zachętą przy różnych okazjach. Był kuratorem Wystawy plastyki ziem nadodrzańskich (1959) oraz Wystawy grafiki i rzeźby. 20 lat PRL w twórczości plastycznej (1965), autorem tekstów do katalogów wystaw Bolesława Kuźmińskiego (1964), Eugeniusza Arcta (1978) oraz Bronisławy Wilimowskiej (1981). Był aktywny na polu popularyzacji wiedzy, wygłaszał odczyty o sztuce m.in. w CBWA.
Był autorem prac z zakresu historii sztuki, m.in. monografii o Wojciechu Gersonie (1952) oraz rozdziału o malarstwie historycznym w monografii zbiorowej pod redakcją Bożeny Kowalskiej (1984). Specjalizował się w historii sztuki XIX wieku. Przeszedł na emeryturę w 1976 roku.
Po wielu latach znajomości zawarł małżeństwo z Barbarą z domu Ignaszak (1928–2020), swoją przyjaciółką i sekretarką, wieloletnią pracowniczką Zachęty. Nie mieli dzieci.
Zmarł 3 kwietnia 1994 po długiej chorobie nowotworowej. Został pochowany na cmentarzu w Milanówku.

## Publikacje
- Wakacyjny Instytut Sztuki w Żabiem, „Złoty Szlak”, Stanisławów 1939;
- Materiały dotyczące życia i twórczości Wojciecha Gersona, opracowanie, wraz z Andrzejem Ryszkiewiczem, Zakład Narodowy im. Ossolińskich, Wrocław 1951;
- Wojciech Gerson Wiedza Powszechna, Warszawa 1952;
- Malarstwo historyczne i realizm w kręgu Wędrowca, Centralne Biuro Wystaw Artystycznych, 1970;
- Ludowe zainteresowania Wojciecha Gersona, „Polska Sztuka Ludowa – Konteksty”, t. 25 z.1, Instytut Sztuki PAN, 1971;
- Realizm i malarstwo historyczne, [w:] Dzieje sztuki polskiej, red. Bożena Kowalska, Wydawnictwo Szkolne i Pedagogiczne, 1984;
- Związek Polskich Artystów Plastyków, Międzynarodowe Stowarzyszenie Sztuk Plastycznych (AIAP), Polski Komitet Narodowy, [w:] Polskie życie artystyczne w latach 1945–1960, red. Aleksander Wojciechowski, Zakład Narodowy im. Ossolińskich, Wydawnictwo Polskiej Akademii Nauk, 1992.

## Ordery i odznaczenia
- Złoty Krzyż Zasługi (22 lipca 1952)[52]
- Krzyż Oficerski Orderu Odrodzenia Polski[3]
- Medal 10-lecia Polski Ludowej (11 stycznia 1955)[53]
- Medal „Za zasługi dla obronności kraju”[3]
- Odznaka „Zasłużony Działacza Kultury”[3]

## Spuścizna
Portret olejny Armanda Vetulaniego autorstwa Bolesława Kuźmińskiego z 1974 roku trafił do kolekcji Zachęty.

## Rodzina
Rodzina Vetulanich
|  |  |                    |                    |                    |                    |                    |                    |  |  |              |              |              |              |                    |                    |                    |                    | Michał Vetulani    | Michał Vetulani    | Michał Vetulani | Michał Vetulani | Michał Vetulani  | Michał Vetulani  |                  |                  | Franciszka Śliwińska | Franciszka Śliwińska | Franciszka Śliwińska | Franciszka Śliwińska | Franciszka Śliwińska | Franciszka Śliwińska |                           |                           |                           |                           |                           |                           |                      |                      |                                 |                                 |                                 |                                 |                                 |                                 |  |  |                            |                            |                            |                            |                            |                            |               |               |                |                |                    |                    |                    |                    |                    |                    |                 |                 |                 |                 |                 |                 |                |                |  |  |                 |                 |                     |                     |                     |                     |                     |                     |                         |                         |                                |                                |                                |                                |                                |                                |                  |                  |                  |                  |                  |                  |  |  |  |  |  |  |  |  |  |  |
|  |  |                    |                    |                    |                    |                    |                    |  |  |              |              |              |              |                    |                    |                    |                    | Michał Vetulani    | Michał Vetulani    | Michał Vetulani | Michał Vetulani | Michał Vetulani  | Michał Vetulani  |                  |                  | Franciszka Śliwińska | Franciszka Śliwińska | Franciszka Śliwińska | Franciszka Śliwińska | Franciszka Śliwińska | Franciszka Śliwińska |                           |                           |                           |                           |                           |                           |                      |                      |                                 |                                 |                                 |                                 |                                 |                                 |  |  |                            |                            |                            |                            |                            |                            |               |               |                |                |                    |                    |                    |                    |                    |                    |                 |                 |                 |                 |                 |                 |                |                |  |  |                 |                 |                     |                     |                     |                     |                     |                     |                         |                         |                                |                                |                                |                                |                                |                                |                  |                  |                  |                  |                  |                  |  |  |  |  |  |  |  |  |  |  |
|  |  |                    |                    |                    |                    |                    |                    |  |  |              |              |              |              |                    |                    |                    |                    |                    |                    |                 |                 |                  |                  |                  |                  |                      |                      |                      |                      |                      |                      |                           |                           |                           |                           |                           |                           |                      |                      |                                 |                                 |                                 |                                 |                                 |                                 |  |  |                            |                            |                            |                            |                            |                            |               |               |                |                |                    |                    |                    |                    |                    |                    |                 |                 |                 |                 |                 |                 |                |                |  |  |                 |                 |                     |                     |                     |                     |                     |                     |                         |                         |                                |                                |                                |                                |                                |                                |                  |                  |                  |                  |                  |                  |  |  |  |  |  |  |  |  |  |  |
|  |  |                    |                    |                    |                    |                    |                    |  |  |              |              |              |              |                    |                    |                    |                    |                    |                    |                 |                 |                  |                  |                  |                  |                      |                      |                      |                      |                      |                      |                           |                           |                           |                           |                           |                           |                      |                      |                                 |                                 |                                 |                                 |                                 |                                 |  |  |                            |                            |                            |                            |                            |                            |               |               |                |                |                    |                    |                    |                    |                    |                    |                 |                 |                 |                 |                 |                 |                |                |  |  |                 |                 |                     |                     |                     |                     |                     |                     |                         |                         |                                |                                |                                |                                |                                |                                |                  |                  |                  |                  |                  |                  |  |  |  |  |  |  |  |  |  |  |
|  |  | Jan Vetulani       | Jan Vetulani       | Jan Vetulani       | Jan Vetulani       | Jan Vetulani       | Jan Vetulani       |  |  | Matylda Pisz | Matylda Pisz | Matylda Pisz | Matylda Pisz | Matylda Pisz       | Matylda Pisz       |                    |                    |                    |                    |                 |                 | Roman Vetulani   | Roman Vetulani   | Roman Vetulani   | Roman Vetulani   | Roman Vetulani       | Roman Vetulani       |                      |                      |                      |                      |                           |                           | Elżbieta Kunachowicz      | Elżbieta Kunachowicz      | Elżbieta Kunachowicz      | Elżbieta Kunachowicz      | Elżbieta Kunachowicz | Elżbieta Kunachowicz |                                 |                                 |                                 |                                 |                                 |                                 |  |  |                            |                            |                            |                            |                            |                            |               |               |                |                | Franciszek Latinik | Franciszek Latinik | Franciszek Latinik | Franciszek Latinik | Franciszek Latinik | Franciszek Latinik |                 |                 |                 |                 |                 |                 |                |                |  |  |                 |                 | Franciszek Vetulani | Franciszek Vetulani | Franciszek Vetulani | Franciszek Vetulani | Franciszek Vetulani | Franciszek Vetulani |                         |                         | Katarzyna Ipohorska-Lenkiewicz | Katarzyna Ipohorska-Lenkiewicz | Katarzyna Ipohorska-Lenkiewicz | Katarzyna Ipohorska-Lenkiewicz | Katarzyna Ipohorska-Lenkiewicz | Katarzyna Ipohorska-Lenkiewicz |                  |                  |                  |                  |                  |                  |  |  |  |  |  |  |  |  |  |  |
|  |  | Jan Vetulani       | Jan Vetulani       | Jan Vetulani       | Jan Vetulani       | Jan Vetulani       | Jan Vetulani       |  |  | Matylda Pisz | Matylda Pisz | Matylda Pisz | Matylda Pisz | Matylda Pisz       | Matylda Pisz       |                    |                    |                    |                    |                 |                 | Roman Vetulani   | Roman Vetulani   | Roman Vetulani   | Roman Vetulani   | Roman Vetulani       | Roman Vetulani       |                      |                      |                      |                      |                           |                           | Elżbieta Kunachowicz      | Elżbieta Kunachowicz      | Elżbieta Kunachowicz      | Elżbieta Kunachowicz      | Elżbieta Kunachowicz | Elżbieta Kunachowicz |                                 |                                 |                                 |                                 |                                 |                                 |  |  |                            |                            |                            |                            |                            |                            |               |               |                |                | Franciszek Latinik | Franciszek Latinik | Franciszek Latinik | Franciszek Latinik | Franciszek Latinik | Franciszek Latinik |                 |                 |                 |                 |                 |                 |                |                |  |  |                 |                 | Franciszek Vetulani | Franciszek Vetulani | Franciszek Vetulani | Franciszek Vetulani | Franciszek Vetulani | Franciszek Vetulani |                         |                         | Katarzyna Ipohorska-Lenkiewicz | Katarzyna Ipohorska-Lenkiewicz | Katarzyna Ipohorska-Lenkiewicz | Katarzyna Ipohorska-Lenkiewicz | Katarzyna Ipohorska-Lenkiewicz | Katarzyna Ipohorska-Lenkiewicz |                  |                  |                  |                  |                  |                  |  |  |  |  |  |  |  |  |  |  |
|  |  |                    |                    |                    |                    |                    |                    |  |  |              |              |              |              |                    |                    |                    |                    |                    |                    |                 |                 |                  |                  |                  |                  |                      |                      |                      |                      |                      |                      |                           |                           |                           |                           |                           |                           |                      |                      |                                 |                                 |                                 |                                 |                                 |                                 |  |  |                            |                            |                            |                            |                            |                            |               |               |                |                |                    |                    |                    |                    |                    |                    |                 |                 |                 |                 |                 |                 |                |                |  |  |                 |                 |                     |                     |                     |                     |                     |                     |                         |                         |                                |                                |                                |                                |                                |                                |                  |                  |                  |                  |                  |                  |  |  |  |  |  |  |  |  |  |  |
|  |  |                    |                    |                    |                    |                    |                    |  |  |              |              |              |              |                    |                    |                    |                    |                    |                    |                 |                 |                  |                  |                  |                  |                      |                      |                      |                      |                      |                      |                           |                           |                           |                           |                           |                           |                      |                      |                                 |                                 |                                 |                                 |                                 |                                 |  |  |                            |                            |                            |                            |                            |                            |               |               |                |                |                    |                    |                    |                    |                    |                    |                 |                 |                 |                 |                 |                 |                |                |  |  |                 |                 |                     |                     |                     |                     |                     |                     |                         |                         |                                |                                |                                |                                |                                |                                |                  |                  |                  |                  |                  |                  |  |  |  |  |  |  |  |  |  |  |
|  |  | Eugeniusz Vetulani | Eugeniusz Vetulani | Eugeniusz Vetulani | Eugeniusz Vetulani | Eugeniusz Vetulani | Eugeniusz Vetulani |  |  |              |              |              |              | Kazimierz Vetulani | Kazimierz Vetulani | Kazimierz Vetulani | Kazimierz Vetulani | Kazimierz Vetulani | Kazimierz Vetulani |                 |                 | Zygmunt Vetulani | Zygmunt Vetulani | Zygmunt Vetulani | Zygmunt Vetulani | Zygmunt Vetulani     | Zygmunt Vetulani     |                      |                      | Tadeusz Vetulani     | Tadeusz Vetulani     | Tadeusz Vetulani          | Tadeusz Vetulani          | Tadeusz Vetulani          | Tadeusz Vetulani          |                           |                           | Maria Godlewska      | Maria Godlewska      | Maria Godlewska                 | Maria Godlewska                 | Maria Godlewska                 | Maria Godlewska                 |                                 |                                 |  |  |                            |                            | Adam Vetulani              | Adam Vetulani              | Adam Vetulani              | Adam Vetulani              | Adam Vetulani | Adam Vetulani |                |                | Irena Latinik      | Irena Latinik      | Irena Latinik      | Irena Latinik      | Irena Latinik      | Irena Latinik      |                 |                 | Zofia Vetulani  | Zofia Vetulani  | Zofia Vetulani  | Zofia Vetulani  | Zofia Vetulani | Zofia Vetulani |  |  | Bohdan de Nisau | Bohdan de Nisau | Bohdan de Nisau     | Bohdan de Nisau     | Bohdan de Nisau     | Bohdan de Nisau     |                     |                     | Maria Vetulani de Nisau | Maria Vetulani de Nisau | Maria Vetulani de Nisau        | Maria Vetulani de Nisau        | Maria Vetulani de Nisau        | Maria Vetulani de Nisau        |                                |                                | Cecylia Vetulani | Cecylia Vetulani | Cecylia Vetulani | Cecylia Vetulani | Cecylia Vetulani | Cecylia Vetulani |  |  |  |  |  |  |  |  |  |  |
|  |  | Eugeniusz Vetulani | Eugeniusz Vetulani | Eugeniusz Vetulani | Eugeniusz Vetulani | Eugeniusz Vetulani | Eugeniusz Vetulani |  |  |              |              |              |              | Kazimierz Vetulani | Kazimierz Vetulani | Kazimierz Vetulani | Kazimierz Vetulani | Kazimierz Vetulani | Kazimierz Vetulani |                 |                 | Zygmunt Vetulani | Zygmunt Vetulani | Zygmunt Vetulani | Zygmunt Vetulani | Zygmunt Vetulani     | Zygmunt Vetulani     |                      |                      | Tadeusz Vetulani     | Tadeusz Vetulani     | Tadeusz Vetulani          | Tadeusz Vetulani          | Tadeusz Vetulani          | Tadeusz Vetulani          |                           |                           | Maria Godlewska      | Maria Godlewska      | Maria Godlewska                 | Maria Godlewska                 | Maria Godlewska                 | Maria Godlewska                 |                                 |                                 |  |  |                            |                            | Adam Vetulani              | Adam Vetulani              | Adam Vetulani              | Adam Vetulani              | Adam Vetulani | Adam Vetulani |                |                | Irena Latinik      | Irena Latinik      | Irena Latinik      | Irena Latinik      | Irena Latinik      | Irena Latinik      |                 |                 | Zofia Vetulani  | Zofia Vetulani  | Zofia Vetulani  | Zofia Vetulani  | Zofia Vetulani | Zofia Vetulani |  |  | Bohdan de Nisau | Bohdan de Nisau | Bohdan de Nisau     | Bohdan de Nisau     | Bohdan de Nisau     | Bohdan de Nisau     |                     |                     | Maria Vetulani de Nisau | Maria Vetulani de Nisau | Maria Vetulani de Nisau        | Maria Vetulani de Nisau        | Maria Vetulani de Nisau        | Maria Vetulani de Nisau        |                                |                                | Cecylia Vetulani | Cecylia Vetulani | Cecylia Vetulani | Cecylia Vetulani | Cecylia Vetulani | Cecylia Vetulani |  |  |  |  |  |  |  |  |  |  |
|  |  |                    |                    |                    |                    |                    |                    |  |  |              |              |              |              |                    |                    |                    |                    |                    |                    |                 |                 |                  |                  |                  |                  |                      |                      |                      |                      |                      |                      |                           |                           |                           |                           |                           |                           |                      |                      |                                 |                                 |                                 |                                 |                                 |                                 |  |  |                            |                            |                            |                            |                            |                            |               |               |                |                |                    |                    |                    |                    |                    |                    |                 |                 |                 |                 |                 |                 |                |                |  |  |                 |                 |                     |                     |                     |                     |                     |                     |                         |                         |                                |                                |                                |                                |                                |                                |                  |                  |                  |                  |                  |                  |  |  |  |  |  |  |  |  |  |  |
|  |  | Armand Vetulani    | Armand Vetulani    | Armand Vetulani    | Armand Vetulani    | Armand Vetulani    | Armand Vetulani    |  |  |              |              |              |              |                    |                    |                    |                    |                    |                    |                 |                 | Wanda Vetulani   | Wanda Vetulani   | Wanda Vetulani   | Wanda Vetulani   | Wanda Vetulani       | Wanda Vetulani       |                      |                      |                      |                      | Zygmunt Vetulani          | Zygmunt Vetulani          | Zygmunt Vetulani          | Zygmunt Vetulani          | Zygmunt Vetulani          | Zygmunt Vetulani          |                      |                      | Grażyna Małgorzata Świerczyńska | Grażyna Małgorzata Świerczyńska | Grażyna Małgorzata Świerczyńska | Grażyna Małgorzata Świerczyńska | Grażyna Małgorzata Świerczyńska | Grażyna Małgorzata Świerczyńska |  |  | Krystyna Vetulani-Belfoure | Krystyna Vetulani-Belfoure | Krystyna Vetulani-Belfoure | Krystyna Vetulani-Belfoure | Krystyna Vetulani-Belfoure | Krystyna Vetulani-Belfoure |               |               | Jerzy Vetulani | Jerzy Vetulani | Jerzy Vetulani     | Jerzy Vetulani     | Jerzy Vetulani     | Jerzy Vetulani     |                    |                    | Maria Pająk     | Maria Pająk     | Maria Pająk     | Maria Pająk     | Maria Pająk     | Maria Pająk     |                |                |  |  |                 |                 |                     |                     | Witold de Nisau     | Witold de Nisau     | Witold de Nisau     | Witold de Nisau     | Witold de Nisau         | Witold de Nisau         |                                |                                |                                |                                |                                |                                |                  |                  |                  |                  |                  |                  |  |  |  |  |  |  |  |  |  |  |
|  |  | Armand Vetulani    | Armand Vetulani    | Armand Vetulani    | Armand Vetulani    | Armand Vetulani    | Armand Vetulani    |  |  |              |              |              |              |                    |                    |                    |                    |                    |                    |                 |                 | Wanda Vetulani   | Wanda Vetulani   | Wanda Vetulani   | Wanda Vetulani   | Wanda Vetulani       | Wanda Vetulani       |                      |                      |                      |                      | Zygmunt Vetulani          | Zygmunt Vetulani          | Zygmunt Vetulani          | Zygmunt Vetulani          | Zygmunt Vetulani          | Zygmunt Vetulani          |                      |                      | Grażyna Małgorzata Świerczyńska | Grażyna Małgorzata Świerczyńska | Grażyna Małgorzata Świerczyńska | Grażyna Małgorzata Świerczyńska | Grażyna Małgorzata Świerczyńska | Grażyna Małgorzata Świerczyńska |  |  | Krystyna Vetulani-Belfoure | Krystyna Vetulani-Belfoure | Krystyna Vetulani-Belfoure | Krystyna Vetulani-Belfoure | Krystyna Vetulani-Belfoure | Krystyna Vetulani-Belfoure |               |               | Jerzy Vetulani | Jerzy Vetulani | Jerzy Vetulani     | Jerzy Vetulani     | Jerzy Vetulani     | Jerzy Vetulani     |                    |                    | Maria Pająk     | Maria Pająk     | Maria Pająk     | Maria Pająk     | Maria Pająk     | Maria Pająk     |                |                |  |  |                 |                 |                     |                     | Witold de Nisau     | Witold de Nisau     | Witold de Nisau     | Witold de Nisau     | Witold de Nisau         | Witold de Nisau         |                                |                                |                                |                                |                                |                                |                  |                  |                  |                  |                  |                  |  |  |  |  |  |  |  |  |  |  |
|  |  |                    |                    |                    |                    |                    |                    |  |  |              |              |              |              |                    |                    |                    |                    |                    |                    |                 |                 |                  |                  |                  |                  |                      |                      |                      |                      |                      |                      |                           |                           |                           |                           |                           |                           |                      |                      |                                 |                                 |                                 |                                 |                                 |                                 |  |  |                            |                            |                            |                            |                            |                            |               |               |                |                |                    |                    |                    |                    |                    |                    |                 |                 |                 |                 |                 |                 |                |                |  |  |                 |                 |                     |                     |                     |                     |                     |                     |                         |                         |                                |                                |                                |                                |                                |                                |                  |                  |                  |                  |                  |                  |  |  |  |  |  |  |  |  |  |  |
|  |  |                    |                    |                    |                    |                    |                    |  |  |              |              |              |              |                    |                    |                    |                    |                    |                    |                 |                 |                  |                  |                  |                  |                      |                      |                      |                      |                      |                      |                           |                           |                           |                           |                           |                           |                      |                      |                                 |                                 |                                 |                                 |                                 |                                 |  |  |                            |                            |                            |                            |                            |                            |               |               |                |                |                    |                    |                    |                    |                    |                    |                 |                 |                 |                 |                 |                 |                |                |  |  |                 |                 |                     |                     |                     |                     |                     |                     |                         |                         |                                |                                |                                |                                |                                |                                |                  |                  |                  |                  |                  |                  |  |  |  |  |  |  |  |  |  |  |
|  |  |                    |                    |                    |                    |                    |                    |  |  |              |              |              |              |                    |                    |                    |                    |                    |                    |                 |                 |                  |                  |                  |                  |                      |                      |                      |                      |                      |                      | Agnieszka Vetulani-Cęgiel | Agnieszka Vetulani-Cęgiel | Agnieszka Vetulani-Cęgiel | Agnieszka Vetulani-Cęgiel | Agnieszka Vetulani-Cęgiel | Agnieszka Vetulani-Cęgiel |                      |                      | Maria Vetulani                  | Maria Vetulani                  | Maria Vetulani                  | Maria Vetulani                  | Maria Vetulani                  | Maria Vetulani                  |  |  | Charles Belfoure           | Charles Belfoure           | Charles Belfoure           | Charles Belfoure           | Charles Belfoure           | Charles Belfoure           |               |               | Marek Vetulani | Marek Vetulani | Marek Vetulani     | Marek Vetulani     | Marek Vetulani     | Marek Vetulani     |                    |                    | Tomasz Vetulani | Tomasz Vetulani | Tomasz Vetulani | Tomasz Vetulani | Tomasz Vetulani | Tomasz Vetulani |                |                |  |  |                 |                 |                     |                     |                     |                     |                     |                     |                         |                         |                                |                                |                                |                                |                                |                                |                  |                  |                  |                  |                  |                  |  |  |  |  |  |  |  |  |  |  |